# Varvara Lepchenko
Varvara Petrovna Lepchenko (Taškent, 21 maggio 1986) è una tennista uzbeka naturalizzata statunitense.

## Biografia
Ha iniziato a giocare a tennis a sette anni;  le fa da allenatore il fratello Petr.
Nel settembre 2007 la Lepchenko è diventata cittadina degli Stati Uniti d'America; vive ad Allentown.

## Carriera
Nel circuito Itf ha conquistato 13 titoli nel singolare e 1 nel doppio.
Ha ottenuto il suo migliore risultato nei tornei del Grande Slam agli Open di Francia 2012 dove ha eliminato le teste di serie 19 Jelena Janković e numero 14 Francesca Schiavone prima di arrendersi alla tennista numero quattro al mondo, Petra Kvitová.
Nel 2021 è risultata positiva a un controllo antidoping, venendo quindi sospesa. È stata squalificata per quattro anni , ridotti poi a ventuno mesi. 

## Statistiche WTA

### Singolare

#### Sconfitte (1)
| Legenda               | Legenda      |
| --------------------- | ------------ |
| Grande Slam (0)       |              |
| Argenti Olimpici (0)  |              |
| WTA Finals (0)        |              |
| WTA Elite Trophy (0)  |              |
| Dal 2009 al 2020      | Dal 2021     |
| Premier Mandatory (0) | WTA 1000 (0) |
| Premier 5 (0)         | WTA 1000 (0) |
| Premier (0)           | WTA 500 (0)  |
| International (1)     | WTA 250 (0)  |

| N. | Data              | Torneo           | Superficie | Avversaria in finale | Punteggio        |
| 1. | 21 settembre 2014 | Korea Open, Seul | Cemento    | Karolína Plíšková    | 3-6, 7-6(5), 2-6 |

## Circuito WTA 125

### Singolare

#### Vittorie (1)
| N. | Data           | Torneo                       | Superficie  | Avversaria in finale | Punteggio        |
| 1. | 1º agosto 2021 | LTP Women's Open, Charleston | Terra verde | Jamie Loeb           | 7-6(4), 4-6, 6-4 |

## Statistiche ITF

### Singolare

#### Vittorie (13)
| Torneo $100.000 (0) |
| Torneo $80.000 (1)  |
| Torneo $75.000 (2)  |
| Torneo $60.000 (0)  |
| Torneo $50.000 (6)  |
| Torneo $40.000 (0)  |
| Torneo $25.000 (4)  |
| Torneo $15.000 (0)  |
| Torneo $10.000 (0)  |

| N.  | Data              | Torneo                                                           | Superficie  | Avversaria in finale | Punteggio          |
| 1.  | 17 aprile 2005    | St. Dominic USTA Pro Circuit $25,000 Women's Challenger, Jackson | Terra verde | Ahsha Rolle          | 6-3, 6-2           |
| 2.  | 12 giugno 2005    | ITF Women's Circuit Allentown, Allentown                         | Cemento     | Lindsay Lee-Waters   | 7-6(3), 6-4        |
| 3.  | 18 giugno 2006    | ITF Women's Circuit Allentown, Allentown                         | Cemento     | Carly Gullickson     | 6-1, 6-4           |
| 4.  | 9 luglio 2006     | ITF Women's Circuit College Park, College Park                   | Cemento     | Camille Pin          | 6-3, 7-5           |
| 5.  | 15 luglio 2007    | Sportsmen's Tennis Club USTA Pro Circuit Challenger, Boston      | Cemento     | Kelly Liggan         | 6-2, 5-7, 5-0 rit. |
| 6.  | 28 settembre 2008 | ITF Women's Circuit Ashland, Ashland                             | Cemento     | Carly Gullickson     | 5-7, 6-0, 6-2      |
| 7.  | 15 novembre 2009  | Goldwater Women's Tennis Classic, Phoenix                        | Cemento     | Sacha Jones          | 6-0, 6-0           |
| 8.  | 3 ottobre 2010    | Lexus of Las Vegas Open, Las Vegas                               | Cemento     | Sorana Cîrstea       | 6-2, 6-2           |
| 9.  | 7 novembre 2010   | Grapevine Women's Tennis Classic, Grapevine                      | Cemento     | Jamie Hampton        | 7-6(1), 6-4        |
| 10. | 14 novembre 2010  | Goldwater Women's Tennis Classic, Phoenix                        | Cemento     | Melanie Oudin        | 6-3, 7-6(5)        |
| 11. | 9 ottobre 2011    | Women's Pro Tennis Classic, Kansas City                          | Cemento     | Romina Oprandi       | 6-4, 6-1           |
| 12. | 28 ottobre 2018   | Tennis Classic of Macon, Macon                                   | Cemento     | Verónica Cepede Royg | 6-4, 6-4           |
| 13. | 28 febbraio 2021  | Edge International & KMMS Event, Boca Raton                      | Cemento     | Claire Liu           | 3-6, 6-4, 6-0      |

#### Sconfitte (14)
| Torneo $100.000 (1) |
| Torneo $80.000 (0)  |
| Torneo $75.000 (3)  |
| Torneo $60.000 (1)  |
| Torneo $50.000 (4)  |
| Torneo $40.000 (0)  |
| Torneo $25.000 (3)  |
| Torneo $15.000 (0)  |
| Torneo $10.000 (2)  |

| N.  | Data              | Torneo                                                   | Superficie      | Avversaria in finale | Punteggio     |
| 1.  | 4 agosto 2002     | ITF Women's Circuit Harrisonburg, Harrisonburg           | Cemento         | Vilmarie Castellvi   | 2–6, 0–6      |
| 2.  | 30 maggio 2004    | ITF Women's Circuit Houston, Houston                     | Cemento         | Cory Ann Avants      | 1–6, 4–6      |
| 3.  | 13 giugno 2004    | ITF Women's Circuit Allentown, Allentown                 | Cemento         | Diana Ospina         | 4–6, 2–6      |
| 4.  | 9 luglio 2006     | ITF Women's Circuit Tunica Resorts, Tunica Resorts       | Terra verde (i) | Edina Gallovits      | 3–6, 6–4, 3–6 |
| 5.  | 24 aprile 2005    | Dothan Pro Tennis Classic, Dothan                        | Terra verde     | Milagros Sequera     | 6–2, 2–6, 4–6 |
| 6.  | 10 maggio 2005    | Boyd Tinsley Women's Clay Court Classic, Charlottesville | Terra verde     | Carly Gullickson     | 4-6, 4-6      |
| 7.  | 18 aprile 2006    | Dothan Pro Tennis Classic, Dothan                        | Terra verde     | Juliana Fedak        | 6–4, 4–6, 2–6 |
| 8.  | 30 settembre 2007 | Braidy Industries Women's Tennis Classic, Ashland        | Cemento         | Melinda Czink        | 1–6, 6–2, 4–6 |
| 9.  | 27 aprile 2008    | Dothan Pro Tennis Classic, Dothan                        | Terra verde     | Bethanie Mattek      | 2-6, 6(3)-7   |
| 10. | 12 ottobre 2008   | ITF Women's Circuit Pittsburgh, Pittsburgh               | Cemento         | Melinda Czink        | 2–6, 6–3, 1–6 |
| 11. | 5 luglio 2009     | International Country Cuneo, Cuneo                       | Terra rossa     | Polona Hercog        | 1-6, 2-6      |
| 12. | 16 ottobre 2011   | USTA Tennis Classic of Troy, Troy                        | Cemento         | Romina Oprandi       | 1–6, 2–6      |
| 13. | 2 giugno 2024     | Internazionali Femminili di Brescia, Brescia             | Terra rossa     | Katarina Zavac'ka    | 2-6, 3-6      |
| 14. | 7 luglio 2024     | BMW Roma Cup, Roma                                       | Terra rossa     | Nuria Brancaccio     | 6(6)-7, 1-6   |

### Doppio

#### Vittorie (1)
| Torneo $100.000 (0) |
| Torneo $80.000 (0)  |
| Torneo $75.000 (0)  |
| Torneo $60.000 (0)  |
| Torneo $50.000 (0)  |
| Torneo $40.000 (0)  |
| Torneo $25.000 (0)  |
| Torneo $15.000 (0)  |
| Torneo $10.000 (1)  |

| N. | Data          | Torneo                                           | Superficie | Compagna        | Avversarie in finale         | Punteggio     |
| 1. | 5 giugno 2004 | Head Tail Activewear Women's, Hilton Head Island | Cemento    | Cory Ann Avants | Tanner Cochran Jaslyn Hewitt | 6-2, 3-6, 6-3 |

#### Sconfitte (10)
| Torneo $100.000 (0) |
| Torneo $80.000 (0)  |
| Torneo $75.000 (4)  |
| Torneo $60.000 (0)  |
| Torneo $50.000 (4)  |
| Torneo $40.000 (0)  |
| Torneo $25.000 (2)  |
| Torneo $15.000 (0)  |
| Torneo $10.000 (0)  |

| N.  | Data              | Torneo                                                      | Superficie  | Compagna           | Avversarie in finale                | Punteggio     |
| 1.  | 27 aprile 2003    | Dothan Pro Tennis Classic, Dothan                           | Terra verde | Julie Ditty        | Milagros Sequera Christina Wheeler  | 7–5, 1–6, 2–6 |
| 2.  | 8 giugno 2004     | ITF Women's Circuit Allentown, Allentown                    | Cemento     | Cory Ann Avants    | Angela Haynes Diana Ospina          | 0–6, 2–6      |
| 3.  | 5 aprile 2005     | ITF Women's Circuit Tunica Resorts, Tunica Resorts          | Terra verde | Edina Gallovits    | Taccjana Pučak Anastasija Rodionova | 2–6, 4–6      |
| 4.  | 18 aprile 2006    | Dothan Pro Tennis Classic, Dothan                           | Terra verde | Edina Gallovits    | Monique Adamczak Soledad Esperón    | 4–6, 6–3, 4–6 |
| 5.  | 25 luglio 2006    | Lexington Challenger, Lexington                             | Cemento     | Akgul Amanmuradova | Chan Chin-wei Abigail Spears        | 1–6, 1–6      |
| 6.  | 6 agosto 2006     | ITF Women's Circuit Washington, Washington                  | Cemento     | Akgul Amanmuradova | Chan Chin-wei Tetjana Lužans'ka     | 2–6, 6–1, 0–6 |
| 7.  | 18 settembre 2007 | Coleman Vision Tennis Championships, Albuquerque            | Cemento     | Līga Dekmeijere    | Melinda Czink Angela Haynes         | 5–7, 4–6      |
| 8.  | 6 luglio 2008     | Sportsmen's Tennis Club USTA Pro Circuit Challenger, Boston | Cemento     | Yulia Fedossova    | Chan Chin-wei Natalie Grandin       | 4–6, 3–6      |
| 9.  | 2 ottobre 2011    | Lexus of Las Vegas Open, Las Vegas                          | Cemento     | Melanie Oudin      | Alexa Glatch Mashona Washington     | 4–6, 2–6      |
| 10. | 16 ottobre 2011   | USTA Tennis Classic of Troy, Troy                           | Cemento     | Mashona Washington | Elena Bovina Valerija Savinych      | 6(6)-7, 3-6   |

## Risultati in progressione
| Sigla | Risultato               |
| ----- | ----------------------- |
| V     | Vincitore               |
| F     | Finalista               |
| SF    | Semifinalista           |
| O     | Oro olimpico            |
| A     | Argento olimpico        |
| SF    | Bronzo olimpico         |
| QF    | Quarti di Finale        |
| 4T    | Quarto turno            |
| 3T    | Terzo turno             |
| 2T    | Secondo turno           |
| 1T    | Primo turno             |
| RR    | Round Robin             |
| LQ    | Turno di qualificazione |
| A     | Assente                 |
| ND    | Non disputato           |

| Legenda superfici    |
| -------------------- |
| Cemento              |
| Terra battuta        |
| Erba                 |
| Superficie variabile |

### Singolare
| Tornei del Grande Slam |     |     |     |     |     |     |     |     |     |     |       |
| Australian Open        | LQ  | 1T  | LQ  | LQ  | 1T  | 1T  | 1T  | 2T  | 2T  | 3T  | 4–7   |
| Open di Francia        | LQ  | 1T  | LQ  | 1T  | 2T  | 2T  | 4T  | 3T  | 2T  | 1T  | 8–8   |
| Wimbledon              | LQ  | 1T  | LQ  | LQ  | 2T  | 1T  | 3T  | 1T  | 2T  |     | 4–6   |
| US Open                | 2T  | LQ  | LQ  | 1T  | LQ  | 1T  | 3T  | 1T  | 3T  |     | 5–6   |
| Vittorie-sconfitte     | 1–1 | 0–3 | 0–0 | 0–2 | 2–3 | 1–4 | 7–4 | 3–4 | 5–4 | 2-2 | 21–27 |

## Vittorie contro giocatrici Top 10
| Stagione | 2013 | 2014 | 2015 | 2016 | Totale |
| Vittorie | 1    | 3    | 1    | 1    | 6      |

| #    | Giocatrice              | Ranking | Evento                             | Superficie      | Turno | Punteggio        | VL Rank. |
| ---- | ----------------------- | ------- | ---------------------------------- | --------------- | ----- | ---------------- | -------- |
| 2013 |                         |         |                                    |                 |       |                  |          |
| 1.   | Sara Errani             | 7       | Fed Cup, Rimini                    | Terra rossa (i) | QF    | 7-5, 6-2         | 21       |
| 2014 |                         |         |                                    |                 |       |                  |          |
| 2.   | Jelena Janković         | 6       | Miami Open, Miami                  | Cemento         | 2T    | 6-3, 2-6, 7-6(2) | 49       |
| 3.   | Agnieszka Radwańska     | 5       | Bank of the West Classic, Stanford | Cemento         | 2T    | 6–3, 3–6, 6-4    | 59       |
| 4.   | Agnieszka Radwańska (2) | 5       | Korea Open, Seul                   | Cemento         | QF    | 6(4)-7, 6–2, 6–2 | 43       |
| 2015 |                         |         |                                    |                 |       |                  |          |
| 5.   | Caroline Wozniacki      | 5       | Bank of the West Classic, Stanford | Cemento         | 2T    | 6-4, 6-2         | 60       |
| 2016 |                         |         |                                    |                 |       |                  |          |
| 6.   | Garbiñe Muguruza        | 3       | Brisbane International, Brisbane   | Cemento         | 2T    | 7-6(9), 1-0 rit. | 47       |